# دونداس، نیو ساوت ولز
دونداس (به انگلیسی: Dundas) یک حومه شهر در استرالیا است که در نیو ساوت ولز واقع شده‌است.